# لورا سینکلر
لورا سینکلر (به فرانسوی: Laure Sainclair) (زادهٔ ۲۴ مه ۱۹۷۲ در حوالی رن، فرانسه) یکی از ستارگان پیشین صنعت پورن فرانسه است.

## زندگی‌نامه
پس از ظاهر شدنش در یک مسابقه استریپ در نمایشگاه ۱۹۹۵ در رن توانست مقداری معروف شود اما به دلیل شرایط خودش تصمیم گرفت از صنعت پورن فاصله بگیرد. اما بعداً مارک دورسل نظر او را عوض کرد و یک قرارداد انحصاری با لورا برای هنرنمایی در ۱۶ فیلم پورنو امضا کرد. لورا بخاطر زیبایی طبیعی که داشت همیشه در نقش اصلی فیلم‌هایش ظاهر می‌شد.
او در سال ۱۹۹۶ توانست جایزه هات طلا را به‌عنوان بهترین ستاره اروپایی ببرد.
در سال ۱۹۹۷ لورا در فیلم Wicked Weapon به همراه جنا جیمسون معروف ایفای نقش کرد. او تا سال ۲۰۰۰ برای بخش اروپایی Wicked Video's بازی کرد.
لورا سینکلر وقتی که به یک کانال رادیویی پیوست از صنعت پورن کناره‌گیری کرد و به خوانندگی که یکی از علایقش بود روی‌آورد. او هم‌اکنون به‌عنوان یک مبارزه‌گر با بیماری ایدز فعالیت می‌کند.